# Michele Ceccoli
Michele Ceccoli (Roma, 4 dicembre 1973) è un ex calciatore sammarinese, di ruolo portiere.

## Carriera
Ha debuttato nelle competizioni internazionali per club disputando i preliminari di Coppa UEFA del 19 luglio 2007 contro gli irlandesi del Drogheda United; la partita si concluse con un pareggio della Libertas.
Ceccoli vanta nel suo palmarès 15 presenze con l'Under-21 e 3 presenze con la Nazionale di calcio di San Marino; il suo esordio in campo internazionale risale al 4 giugno 2005 nella partita persa 1-3 allo Stadio Olimpico di Serravalle contro la Bosnia ed Erzegovina.

### Cronologia presenze e reti in nazionale
| Cronologia completa delle presenze e delle reti in nazionale ― San Marino | Cronologia completa delle presenze e delle reti in nazionale ― San Marino | Cronologia completa delle presenze e delle reti in nazionale ― San Marino | Cronologia completa delle presenze e delle reti in nazionale ― San Marino | Cronologia completa delle presenze e delle reti in nazionale ― San Marino | Cronologia completa delle presenze e delle reti in nazionale ― San Marino | Cronologia completa delle presenze e delle reti in nazionale ― San Marino | Cronologia completa delle presenze e delle reti in nazionale ― San Marino |
| Data                                                                      | Città                                                                     | In casa                                                                   | Risultato                                                                 | Ospiti                                                                    | Competizione                                                              | Reti                                                                      | Note                                                                      |
| ------------------------------------------------------------------------- | ------------------------------------------------------------------------- | ------------------------------------------------------------------------- | ------------------------------------------------------------------------- | ------------------------------------------------------------------------- | ------------------------------------------------------------------------- | ------------------------------------------------------------------------- | ------------------------------------------------------------------------- |
| 4-6-2005                                                                  | Serravalle                                                                | San Marino                                                                | 1 – 3                                                                     | Bosnia ed Erzegovina                                                      | Qual. Mondiali 2006                                                       | -3                                                                        |                                                                           |
| 7-9-2005                                                                  | Anversa                                                                   | Belgio                                                                    | 8 – 0                                                                     | San Marino                                                                | Qual. Mondiali 2006                                                       | -8                                                                        |                                                                           |
| 8-10-2005                                                                 | Zenica                                                                    | Bosnia ed Erzegovina                                                      | 3 – 0                                                                     | San Marino                                                                | Qual. Mondiali 2006                                                       | -3                                                                        |                                                                           |
| Totale                                                                    |                                                                           | Presenze                                                                  | 3                                                                         |                                                                           | Reti                                                                      | -14                                                                       |                                                                           |

## Palmarès

### Club

#### Competizioni nazionali
- Campionato sammarinese: 1

Libertas: 1995-1996
- Coppa Titano: 2

Libertas: 2005-2006
Tre Fiori: 2018-2019